# Kychreus
Kychreus, gr. Κυχρεύς – heros w mitologii greckiej, syn Posejdona i Salamis, córki boga rzeki Asoposa.
Podania o Kychreusie związane były z wyspą Salaminą. Według jednej z wersji mitu miał zabić pustoszącego wyspę węża, w podzięce za co mieszkańcy obrali go królem. Inna opowieść natomiast sprowadzenie węża przypisywała Kychreusowi, gad został pokonany dopiero przez Eurylochosa i uciekł do Eleusis, gdzie został sługą bogini Demeter. Po śmierci Kychreus czczony był jako heros-opiekun wyspy. Podczas bitwy pod Salaminą w 480 roku p.n.e. miał się objawić pod postacią węża między okrętami Ateńczyków, co stanowiło wróżbę zwycięstwa.
Miał żonę Chariklo, ich córka o imieniu Endeis lub Glauke poślubiła Ajakosa. Ponieważ zmarł nie spłodziwszy potomka płci męskiej, panowanie nad Salaminą odziedziczył po nim wnuk (w innej wersji – prawnuk), Telamon. 